# Härlövsängaleden
Härlövsängaleden är en övrig länsväg i Kristianstads kommun i Skåne län. Den invigdes 1989 och är en del av M 1648. Vägen sträcker sig från trafikplats Vilan vid E22 till Snapphanevägen i Näsby, norra Kristianstad. Vägen går i en vid båge väster om Kristianstad tätort i huvudsak utanför all bebyggelse.
Trafikverket är väghållare på ledens södra del (drygt 12 km), medan Kristianstads kommun är väghållare på den norra delen (ca 6 km).

## Bakgrund
Fram tills motorvägen (nuvarande E22) invigdes hösten 1969 gick all trafik väster om Kristianstad över Långebro. Det var en vanlig landsvägsbro som inte kunde hantera all den trafik som uppstod. Även efter att motorvägen var klar fanns ett stort trafikproblem kvar i staden, då det inte fanns många vägar i nord-sydlig riktning, från motorvägen till norra Kristianstad där många av de stora arbetsplatserna som regementet (senare Högskolan Kristianstad) fanns.
På 1960-talet hade soptippen vid Härlövs ängar, nedlagd i början av 2000-talet och idag en del av Kristianstads vattenrike, anlagts. Man hade då inte samma syn på det låglänta, vattensjuka träskområdet vid Helge å som idag, utan det ansågs då vara en våtmark som inte var tillräckligt skyddsvärd för att förhindra ett vägbygge.
Vägen började byggas i slutet av 1980-talet och stod klar 1989. Den var avsedd att avlasta Långebro, Västra Boulevarden och Snapphanevägen. Det var ett osedvanligt dyrt bygge som kostade 57 miljoner kronor för tre kilometer ny väg. I den summan ingick förutom vägen en planskild korsning med järnvägen och en bro över Helge å pålningsarbeten för att få vägbanken på plats i det låglänta vattenrika området.

## Vägen idag
Vägen har alltsedan byggstarten uppfattats av många miljövänner som kontroversiell, inte minst för att den klyver Kristianstads vattenrike i två delar och medför en stor påverkan på naturen.
I södra änden av vägen intill motorvägen och vid korsningen med Långebro har flera butikskedjor etablerat sig. I norra änden av vägen ligger högskolan.

## Svåra olyckor och säkerhetsbrister
Fem personer i bilar har dött vid järnvägsviadukten under Skånebanan, i två olyckor. Olycksplatsen ligger i kurva.